# Scelolyperus liriophilus
Scelolyperus liriophilus är en skalbaggsart som beskrevs av Wilcox 1965. Scelolyperus liriophilus ingår i släktet Scelolyperus och familjen bladbaggar. Inga underarter finns listade i Catalogue of Life.